# 남라타 슈레스타
남라타 슈레스타(네팔어: नम्रता श्रेष्ठ, 1985년 6월 14일 ~ )는 네팔의 배우, 모델이다. 2016 네팔 국립 영화상 여우주연상 수상자이다.